# Ларічихинська сільська рада
Ларічи́хинська сільська рада (рос. Ларичихинский сельский совет) — сільське поселення у складі Тальменського району Алтайського краю Росії.
Адміністративний центр — село Ларічиха.

## Населення
Населення — 2531 особа (2019; 2659 в 2010, 2690 у 2002).

## Склад
До складу сільської ради входять:
| Населений пункт | Населення, осіб (2002) | Населення, осіб (2010) |
| --------------- | ---------------------- | ---------------------- |
| Кругле, селище  | 45                     | 14                     |
| Ларічиха, село  | 1960                   | 2121                   |
| Нова Зоря, село | 122                    | 88                     |
| Рями, селище    | 64                     | 35                     |
| Сандалово, село | 208                    | 186                    |
| Шипіцино, село  | 291                    | 215                    |